# Герб города Верный
Герб города Верный — официальный символ областного города Верный Семиреченской области Российской Империи. Герб был утверждён 19 марта 1908 года. За основу взят герб Семиреченской области, утверждённый 5 июля 1878 года.

## Описание герба
В Полном собрании Законов Российской империи приведено следующее описание герба: «В червлёном щите золотой опрокинутый полумесяц. Глава щита золотая, усеянная Российскими государственными орлами. Щит увенчан золотою башенною о трёх зубцах короною и окружён двумя золотыми колосьями, соединёнными Александровскою лентою».

## Использование герба
В 1921 году город Верный был переименован в Алма-Ату. Использование герба прекратилось, но известны выпущенные в советские время значки с изменённым гербом Верного: корона и другие знаки, имеющие отношение к периоду империи, со значка убраны, оставлен только красный  щит с полумесяцем

## Последующие гербы
С 1960-х годов известен герб Алма-Аты, представлявший собой красное яблоко сорта апорт, обрамлённое зелеными ветвями на синем поле.
Новый герб Алма-Аты утверждён в 1993 году.